# Adelina Patti

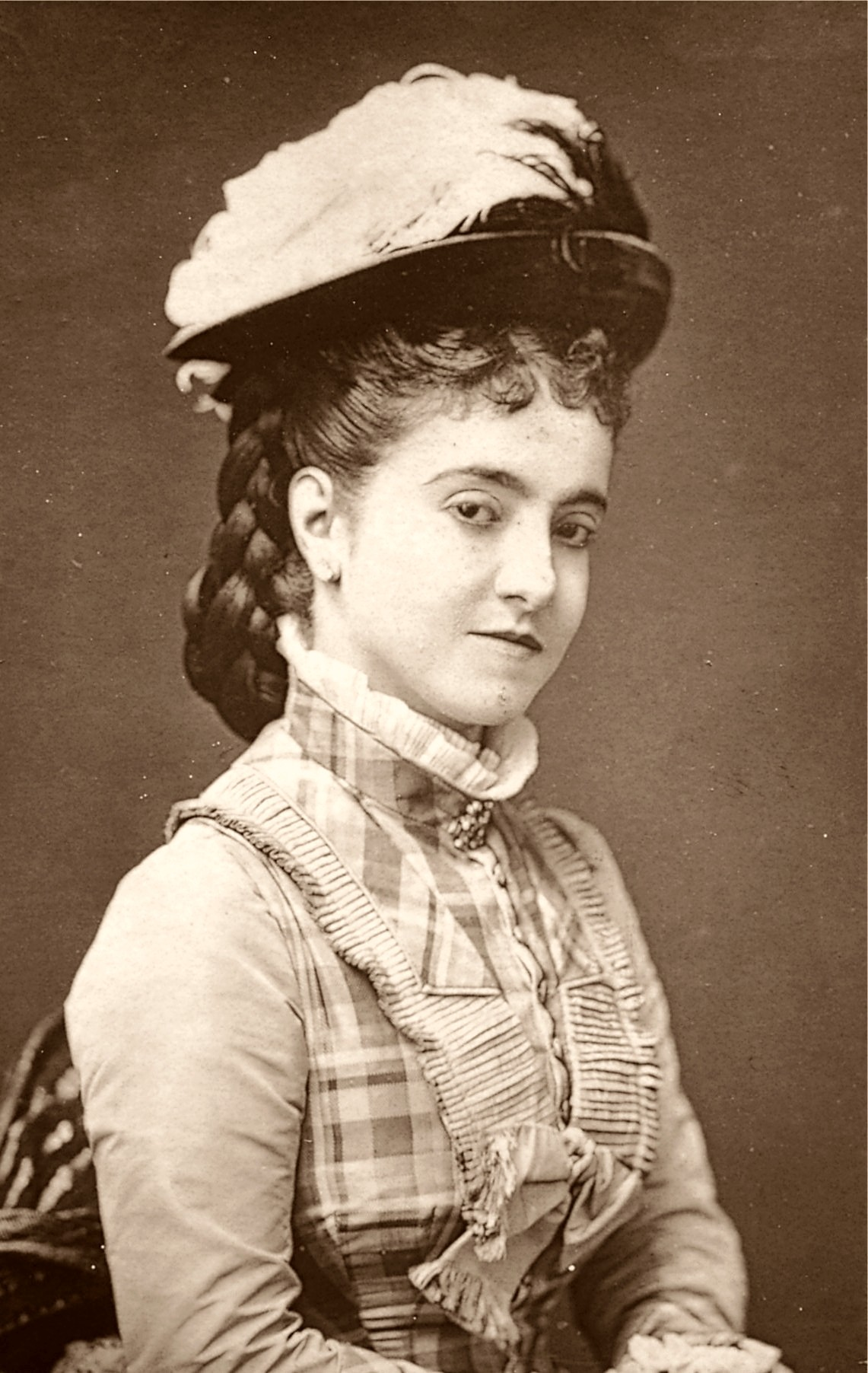
Adelina Patti omkring 1880.

Adelina Patti, egentligen Adela Juana Maria Patti, född 19 februari 1843 i Madrid, död 27 september 1919 i Wales, var en italiensk-amerikansk sopran. Hon var syster till Carlotta Patti.
Adelina Patti framträdde första gången på en konsert i New York redan 1850, debuterade sedan som operasångerska i samma stad 1859 och i London 1861. Hon vann från första början glänsande framgång, vilken sedan ytterligare befästes genom en rad turnéer i Europa och USA. Hon räknas som en av de tre största bel cantosopranerna på 1800-talet tillsammans med  Jenny Lind och Kristina Nilsson. Ett trettiotal grammofoninspelningar finns bevarade från den senare delen av karriären i början av 1900-talet. Bland Adelina Pattis många framträdanden märks Rosina i Barberaren i Sevilla, Violetta i La Traviata, titelpartiet ur Lucia di Lammermoor med flera. Hon framträdde även på en välgörenhetskonsert i Stockholm 1900.
Patti gifte sig 1868 med markisen de Caux, 1886 med operasångaren Ernest Nicolas (död 1898) och för tredje gången 1899 med den svenske friherren Olof Rudolf Cederström.

## Utmärkelser
Nedslagskratern Patti på planeten Venus är uppkallad efter henne.